# Kim In-geon
Kim In-geon (김인건?; Seul, 11 marzo 1944) è un ex cestista e allenatore di pallacanestro sudcoreano.

## Carriera
Da giocatore con la Corea del Sud ha disputato i Giochi di Tokyo 1964 e di Città del Messico 1968, oltre ai Campionati del mondo del 1970.
Da allenatore ha guidato la Corea del Sud ad altre due edizioni dei Campionati del mondo (1986, 1990).